# Larysa Denysenko
Laryssa Volodymyrivna Denyssenko (ukrainien : Лари́са Володи́мирівна Денисе́нко), née le 17 juin 1973 à Kiev, est une écrivaine, avocate, militante des droits de l'homme, présentatrice de télévision et de radio ukrainienne.

## Biographie
D'origine lituanienne et grecque, Laryssa Denyssenko possède également du sang hongrois, polonais, roms et ukrainien. Elle maîtrise la langue ukrainienne dès l'âge de vingt-trois ans, alors qu'elle commence à travailler au ministère de la Justice ukrainien. Elle est diplômée de la faculté de droit de l'université nationale Taras-Chevtchenko de Kiev et de l'université d'Europe centrale. Elle suit également un cours d'élaboration des lois et de droit au ministère de la justice et de la sécurité d'Ukraine.
Larysa Denyssenko vit et travaille à Kiev.

## Carrière juridique
Laryssa Denyssenko exerce la profession d'avocate. Elle est autorisée à exercer à Toronto et à Ottawa auprès des réfugiés et des migrants. Elle est l'une des avocates représentant les intérêts des citoyens devant la Cour européenne des droits de l'homme à Strasbourg.
Elle travaille également en tant que directrice du département de droit international du ministère ukrainien de la Justice, conseillère du ministre de la Justice, consultante scientifique auprès de commissions parlementaires, et a dirigé la branche nationale de l'organisation internationale de lutte contre la corruption, Transparency International.

## Carrière littéraire
Laryssa Denyssenko commence sa carrière littéraire en remportant le Coronation of the Word competition. En 2007, l'ouvrage Dancing in Masks, atteint la première place du classement du meilleur livre ukrainien dans le genre fiction par le magazine Korrespondent.
Elle participe à plusieurs reprises au Forum des éditeurs de Lviv, en tant que commissaire pour le projet "A Woman in the Topic", en collaboration avec Iryna Slavinska.
En 2012, elle est alors l'autrice d'une dizaine de livres. En 2019, Laryssa Denyssenko co-écrit I and the Constitution avec Oleksandr Ilkov, Andriy Stelmaschuk et Alyona Shulima. Le texte explique la Constitution aux enfants dans un langage simple, accompagné des illustrations de Zhenia Oliynyk,,.
En 2022, avec Maya And Her Friends, l'écrivaine s'attache à la diversité des relations humaines dans l'Ukraine moderne. La sortie de l'ouvrage est contrecarrée par les forces radicales de droite, et bénéficie par la suite d'un succès public. Après ces actions de contestation, elle met en ligne une version PDF du livre en libre accès.
Laryssa Denyssenko est à l'origine du projet Lawprimer, un concept innovant d'enseignement du droit à l'aide de contes de fées d'auteurs.
Laryssa Denyssenko est membre du conseil exécutif de PEN Ukraine.

## Carrière dans les médias
Laryssa Denyssenko travaille pour la radio Hromadske. Elle est l'auteure et l'animatrice du programme culturologique, Document + sur les chaînes de télévision Studio 1+1 et 1+1 International. Elle est également la rédactrice en cheffe de ABC in Law, un magazine sur les droits de l'homme destiné aux adolescents.
En tant que journaliste, elle écrit des chroniques, des récits et des essais pour des magazines Zhensky Zhurnal, Elle Ukraine, Harper's Bazaar Ukraine, ou Domashny Ochag, ainsi que pour des hebdomadaires économiques tels Novoye Vremya, Profile, Ukrainska Pravda ou Nimetska Khvylia.

## Militantisme
Laryssa Denyssenko est une défenseuse publique des droits de l'homme et une féministe, qui soutient et représente les campagnes contre la discrimination. Elle est ambassadrice de bonne volonté des Nations unies pour la tolérance en Ukraine.
En qualité de commissaire de projets, elle fournit également une aide juridique gratuite, et développe des projets abordant l'éducation aux droits de l'homme pour les enfants et les enseignants.

## Distinctions
Laryssa Denyssenko est distinguée de la médaille de la Cour suprême d'Ukraine « pour fidélité à la loi »

## Publications
Parmi une liste non exhaustive :
- Toys Made of Flesh and Blood, Kalvaria, 2004
- Cinnamon Tastes of Coffee, Kalvaria, 2005
- Idiots Inc., Nora-Druk, 2006
- Dances with Masks, Nora-Druk, 2006
- 24:33:42, Nora-Druk, 2007
- False Concerns, or Life by Murderers’ Schedule, Nora-Druk, 2007
- Liz and Tsyutsa P, Contemporary Children's Prose, Grani-Т, 2007
- The Sarabande of Sara’s Band, Nora Druk, 2008
- Liza and Tsyutsa P. Meet Again, Contemporary Children's Prose, Grani-Т, 2008
- Larysa Denysenko about Angelina Isadora Duncan, Maksym Rylsky, Igor Stravinsky, Astrid Lindgren, John Christopher Depp II, “Life of Prominent Children” series, Grani-T, 2008
- Echo: My Life from the Dead to the Deceased Grandfather, KSD, 2012
- Kaleidoscope of Time, KSD, 2013
- New Old Elder Woman, KSD, 2013
- Billing Account, Urinkom-Inter, 2013
- Against Violence. About Us, Hromadske Radio, 2016
- Maya and Her Moms, Vydavnytstvo, 2017
- Happy-go-lucky, The Old Lion Publishing House, 2018
- Ya i Konstytutsiya (I and the Constitution), Larysa Denyssenko, Oleksandr Ilkov, Andriy Stelmaschuk et Alyona Shulima, illustrations de Zhenia Oliynyk, Vydavnytstvo Staroho Leva, Staryi Lev, 88p, 2019,  (ISBN 9786176796213)
- Ukraine in History and StoriesEssays by Ukrainian Intellectuals, Larysa Denyssenko, Andriy Portnov, Plokhy Serhii et Irena Karpa, Ibidem, 2020
- Maya And Her Friends - A story about tolerance and acceptance from Ukrainian author Larysa Denysenko, illustrations de Masha Foya, Studio Press, 2022,  (ISBN 9781800784178)